# Горохов, Лев Николаевич
Лев Николаевич Горохов (07.09.1930 — 15.03.2022) — российский учёный в области масс-спектроскопии, доктор химических наук, профессор.
В 1953 году окончил химический факультет МГУ и первое время работал там же на кафедре физической химии в лаборатории стабильных изотопов. В 1962 г. защитил кандидатскую диссертацию:
- Масс-спектрометрическое исследование галогенидов лития и цезия с использованием двойной эффузионной камеры: диссертация … кандидата химических наук : 02.00.00. — Москва, 1962. — 218 с. : ил.

С 1965 года заведующий созданной под его руководством лабораторией высокотемпературной масс-спектрометрии отдела химической термодинамики Института высоких температур АН СССР.
В 1972 г. защитил докторскую диссертацию:
- Развитие методов высокотемпературной масс-спектрометрии и термодинамические исследования соединений щелочных металлов : диссертация … доктора химических наук : 02.00.00. — Москва, 1972. — 418 с. : ил.

С 1991 г. заведующий лабораторией энергетики и структуры молекул Научно-исследовательского центра теплофизики импульсных воздействий (НИЦ ТИВ) Объединенного института высоких температур (ОИВТ) РАН.
Умер 15 марта 2022 года после непродолжительной болезни.
Соавтор справочных изданий:
- Термодинамические свойства индивидуальных веществ. Справочное издание. Том IV, книга 1. Гурвич Л. В., Вейц И. В., Медведев В. А., Бергман Г. А., Юнгман В. С., Хачкурузов Г. А., Иориш В. С., Дорофеева О. В., Осина Е. Л., Толмач П. И., Пржевальский И. Н., Назаренко И. И., Аристова Н. М., Шенявская Е. А., Горохов Л. Н., Рогацкий А. Л., Ефимов М. Е., Леонидов В. Я., Хайт Ю. Г., Ефимова А. Г., Томберг С. Э., Гусаров А. В., Хандамирова Н. Э., Юрков Г. Н., Фокин Л. Р., Куратова Л. Ф., Рябова В. Г. Изд-во Наука, 1982, Москва, 623 с.
- Термодинамические свойства индивидуальных веществ. Справочное издание. Том IV, книга 2. Гурвич Л. В., Вейц И. В., Медведев В. А., Бергман Г. А., Юнгман В. С., Хачкурузов Г. А., Иориш В. С., Дорофеева О. В., Осина Е. Л., Толмач П. И., Пржевальский И. Н., Назаренко И. И., Аристова Н. М., Шенявская Е. А., Горохов Л. Н., Рогацкий А. Л., Ефимов М. Е., Леонидов В. Я., Хайт Ю. Г., Ефимова А. Г., Томберг С. Э., Гусаров А. В., Хандамирова Н. Э., Юрков Г. Н., Фокин Л. Р., Куратова Л. Ф., Рябова В. Г. Наука Москва, 1982 г. 560 с.
- Термодинамические свойства индивидуальных веществ. Справочное издание. Том III, книга 2. Гурвич Л. В., Вейц И. В., Медведев В. А., Юнгман В. С., Бергман Г. А., Байбуз В. Ф., Иориш В. С., Гусаров А. В., Горбов С. И., Назаренко И. И., Леонидов В. Я., Рябова В. Г., Дорофеева О. В., Осина Е. Л., Ефимов М. Е., Шенявская Е. А., Толмач П. И., Московская М. Ф., Ходеев Ю. С., Зицерман В. Ю., Горохов Л. Н., Хандамирова Н. Э., Сидорова И. В., Демидова М. С.1981. Наука. Москва. 400 страниц.
- Термические константы веществ. Вып. 1. Медведев В. А., Юнгман В. С., Воробьев А. Ф., Гурвич Л. В., Бергман Г. А., Резницкий Л. А., Колесов В. П., Гальченко Г. Л., Ходеев Ю. С., Хачкурузов Г. А., Соколов В. Б., Горохов Л. Н., Монаенкова А. С., Комарова А. Ф., Вейц И. В., Юрков Г. Н., Маленков Г. Г., Смирнова Н. Л. 1965 г. ВИНИТИ АН СССР Москва, 146 с.
- Термические константы веществ. Вып. 2. Медведев В. А., Юнгман В. С., Бергман Г. А., Воробьев А. Ф., Резницкий Л. А., Колесов В. П., Гальченко Г. Л., Гурвич Л. В., Ходеев Ю. С., Привалова Н. М., Горохов Л. Н., Мицкевич С. В., Емельянова Г. И., Соколов В. Б., Монаенкова А. С., Вейц И. В., Маленков Г. Г. 1966. ВИНИТИ АН СССР Москва, 96 с.

Автор научно-популярной книги:
- Масс-спектрометрия в неорганической химии / Л. Н. Горохов. — Москва : Знание, 1984. — 64

Избранные статьи:
- П. А. Акишин, Л. Н. Горохов, Л. Н. Сидоров, «Масс-спектрометрическое исследование галогенидов цезия», Докл. АН СССР, 135:1 (1960), 113—116
- Л. Н. Горохов, «Новые расчетные методы в масс-спектрометрических исследованиях с двойной эффузионной камерой и термодинамические свойства йодида лития», Докл. АН СССР, 142:1 (1962), 113—116
- А. В. Гусаров, Л. Н. Горохов, А. Г. Ефимова, «Масс-спектрометрическое изучение продуктов испарения карбоната цезия», ТВТ, 5:5 (1967), 783—788
- А. В. Гусаров, Л. Н. Горохов, А. Г. Ефимова, «Масс-спектрометрическое изучение продуктов испарения системы цезий-кислород», ТВТ, 5:4 (1967), 584—590
- Л. Н. Горохов, А. В. Гусаров, А. В. Макаров, О. Т. Никитин, «Масс-спектрометрическое исследование испарения метаборатов щелочных металлов», ТВТ, 9:6 (1971), 1173—1176
- А. Г. Пятенко, А. В. Гусаров, Л. Н. Горохов. Термохимические свойства отрицательных ионов в паре над тетрафторидом урана. // Теплофиз. Выс. Темп., 1980, т. 18, № 6, с. 1154—1160.
- Горохов Л. Н., Гусаров А. В. Ионно-молекулярные равновесия в парах неорганических соединений.-3 кн.: Кинетическая масс-спектрометрия и ее аналитическое применение.- М.: РИО ОИХФ , 1979, с.91-104.